# سینماهای اس‌پی‌آی
سینماهای اس‌پی‌آی (انگلیسی: SPI Cinemas) یک گروه سینمایی در کشور هند است.
این شرکت که در سال ۱۹۷۴ تأسیس شده دارای ۱۷ مجموعه سینمایی، ۷۳ سالن در ۱۰ شهر می‌باشد.